# Křížová cesta (Ústí nad Orlicí)
Křížová cesta v Ústí nad Orlicí se nachází na jihozápadním okraji města. Začíná v ulici Jana Štyrsy a poté vede lesní cestou směrem do kopce na Andrlův chlum po jeho severním svahu. Je chráněna jako nemovitá Kulturní památka České republiky.

## Historie
Původní Křížová cesta byla postavena v letech 1753–1755 při staré cestě do Litomyšle z iniciativy tkalce Augustina Andrese. Její zastavení byla umístěna podél této cesty na svahu kopce zvaného Kalvárie. Z původní křížové cesty se zachovalo jediné zastavení mezi posledními dvěma kaplemi nové křížové cesty.
Nová křížová cesta byla postavena v letech 1852–1853 a tvoří ji 11 menších výklenkových kapliček. Ty byly obnoveny roku 1994. Pro interiér těchto kaplí vytvořil sgrafita Zdeněk Brožek, do dvanácté kaple zhotovil umělecký kovář František Bečka kovoplastiku Krista. Třináctou kapli zdobí obraz Richarda Peška s názvem Snímání z kříže.
První zastavení je umístěno u křižovatky ulic J. Štyrsy a J. Haška, poslední zastavení je pod vrcholem u Božího hrobu.